# Morti nel 1404
| Questa pagina contiene informazioni ricavate automaticamente dalle voci biografiche con l'ausilio del template Bio e di un bot. L'aggiornamento è periodico e automatico e ricostruisce completamente la pagina. Se manca una persona in questa lista, sei pregato di non aggiungerla, ma accertati piuttosto che la sua voce biografica contenga il template Bio e che i dati anagrafici siano correttamente compilati. Se il template Bio manca, inseriscilo tu stesso o, in alternativa, metti l'avviso {{tmp\|Bio}} che ne segnala la mancanza. Se i dati riportati sono sbagliati, correggi direttamente la voce biografica; le modifiche saranno visibili in questa lista entro pochi giorni. Per chiarimenti vedi il progetto biografie. La lista contiene solo le 26 persone che sono citate nell'enciclopedia e per le quali è stato implementato correttamente il template Bio. Pagina aggiornata al 2 mag 2025. |

- 4 aprile - Guglielmo Buccheri, religioso italiano (n. 1309)
- 18 aprile - Guglielmo della Scala, politico italiano (n. 1350)
- 22 aprile - Pietro Fregoso, doge (n. 1330)
- 27 aprile - Filippo II di Borgogna, nobile (n. 1342)
- 29 aprile - Antonio II da Montefeltro, condottiero italiano (n. 1348)
- 9 maggio - Giovanni Piacentini, cardinale e arcivescovo cattolico italiano
- 28 luglio - Ludovico Visconti, nobile italiano (n. 1355)
- 4 settembre - Maria di Lusignano, sovrana italiana (n. 1382)
- 14 settembre - Alberto IV d'Asburgo, nobile (n. 1377)
- 20 settembre - Pietro II d'Alençon, conte e militare francese (n. 1340)
- 27 settembre - William di Wykeham, vescovo cattolico britannico
- 28 settembre - Giovanni II d'Alvernia, conte francese
- 1º ottobre - Papa Bonifacio IX, papa e cardinale italiano
- 8 ottobre - Pedro Serra, cardinale spagnolo
- 15 ottobre - Maria di Valois, principessa francese (n. 1344)
- 17 ottobre - Caterina Visconti, sovrana italiana (n. 1362)
- 19 ottobre - Lucrezia Ordelaffi, nobile italiana (n. 1389)
- 23 novembre - Taddea d'Este, nobildonna italiana (n. 1365)
- 4 dicembre - Cristoforo Maroni, cardinale e vescovo cattolico italiano
- 13 dicembre - Alberto I di Baviera, nobile (n. 1336)
- Angelo Cybo, cardinale italiano
- Leonardo Cybo, cardinale italiano
- Harihara Raya II, indiano
- Fernando Pérez Calvillo, cardinale spagnolo
- Ugolino di Prete Ilario, pittore italiano
- Maddalena Visconti, nobile (n. 1366)